# Johann David Welcker
Johann David Welcker, auch Welker (* am oder vor dem 28. Juli 1631 in Hanau; † 8. März 1699 ebenda), war ein deutscher Maler.

## Leben
Der Vater, David Welcker (1602–1680), war Schuhmacher und stammte aus Kaub. Die Mutter von Johann David war dessen zweite Frau, Anna Elisabeth (1606–1689), die er 1630 geheiratet hatte. Die Familie war reformierter Konfession.
Welcker besuchte die Hohe Landesschule in Hanau. Über seine malerische Ausbildung ist nichts bekannt.
Von Graf Friedrich Casimir von Hanau wurde Johann David Welcker – zwischen 1662 und 1682 – zu seinem Hofmaler ernannt.

## Familie
Johann David Welcker heiratete am 6. Oktober 1662 Anna Catherina Torreaus (1616–1682), Tochter des Pfarrers Melchior Torreaus im kurpfälzischen Eppelsheim.

## Werk
Wichtige Arbeiten sind:

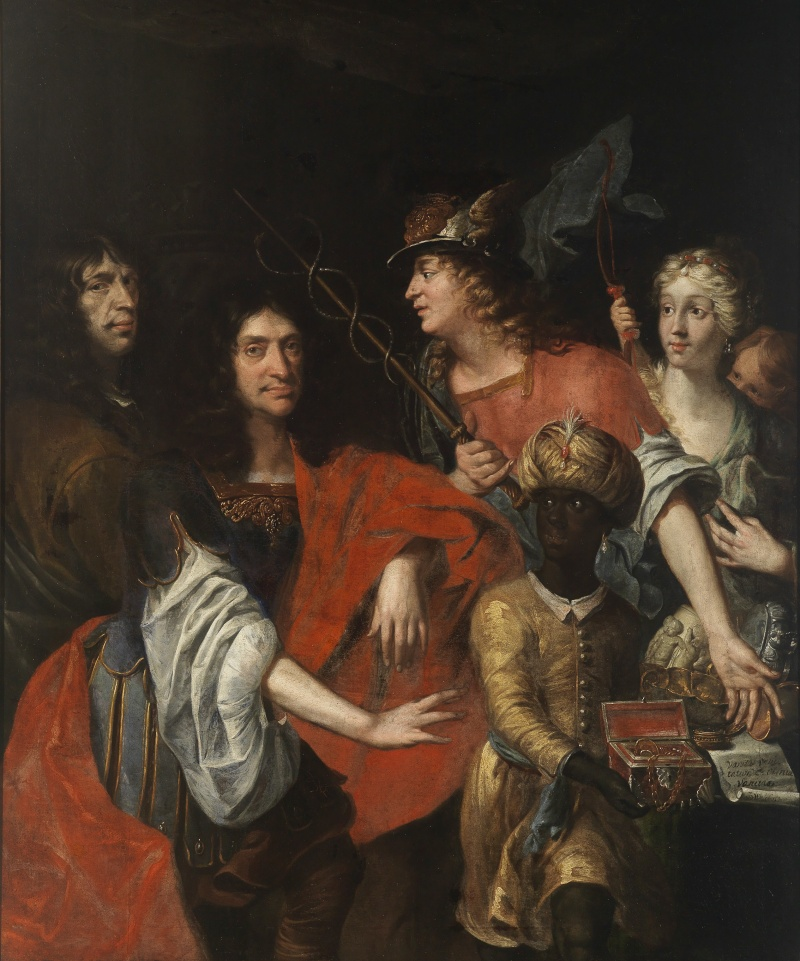
Johann David Welcker: Allegorie auf den Erwerb von Hanauisch-Indien durch den Grafen Friedrich Kasimir von Hanau 1669. (1676?) Staatliche Kunsthalle Karlsruhe Inv.-Nr. 1164.

- Staatsporträt des Grafen Friedrich Casimir von Hanau (im Zweiten Weltkrieg verschollen)[9]
- Allegorie auf den Erwerb von Hanauisch-Indien durch Graf Friedrich Casimir von Hanau (heute: Staatliche Kunsthalle Karlsruhe, Inv.-Nr. 1164[10])

Nach Vorlagen von Welcker arbeiteten die Kupferstecher Philipp Kilian und Johann Alexander Böner.